# Agelaia constructa
Agelaia constructa är en getingart som först beskrevs av Henri Saussure 1854.  Agelaia constructa ingår i släktet Agelaia och familjen getingar. Inga underarter finns listade i Catalogue of Life.